# Georg Helwich

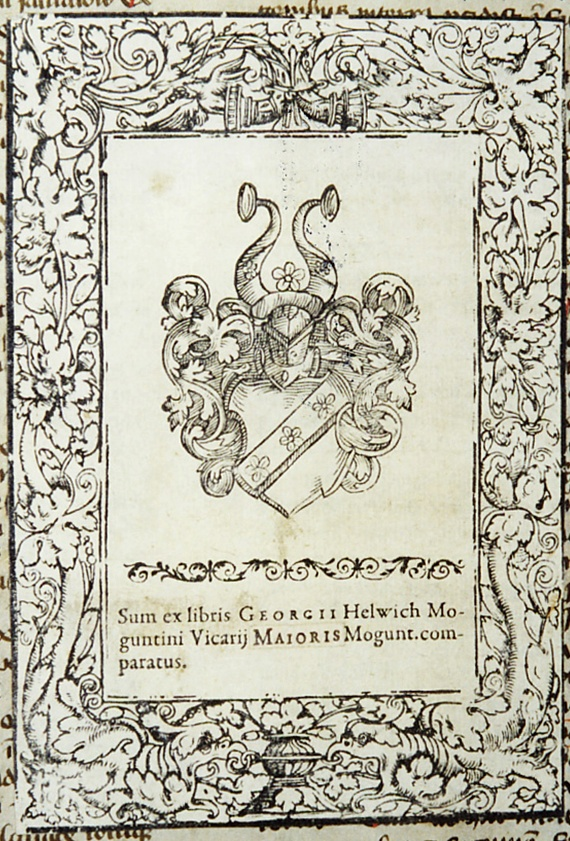
Exlibris von Georg Helwich, mit Familienwappen

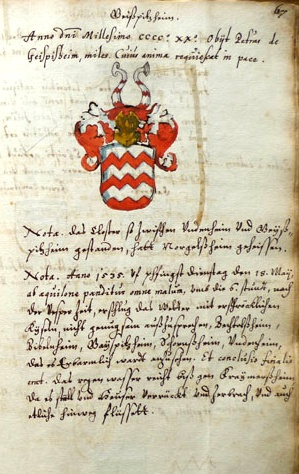
Georg Helwich, eigenhändig beschriebene Seite Nr. 67 aus seinem Werk „Syntagma monumentorum et epitaphiorum“, um 1625

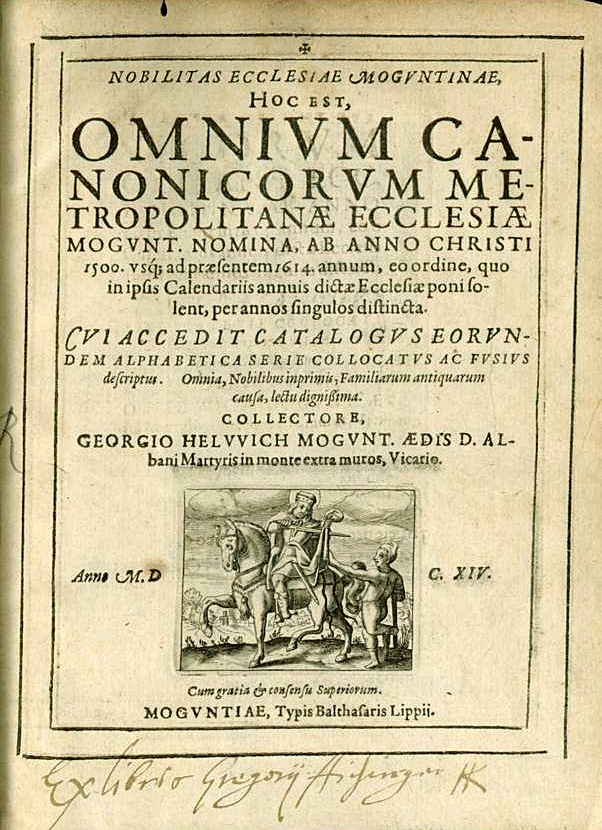
Titelblatt von Georg Helwichs „Nobilitas Ecclesiae Moguntinae“, Mainz 1614

Georg Helwich (* 21. Juli 1588 in Mainz; † 1632 in Mainz) war katholischer Priester, Domvikar und ein früher Historiker des Erzbistums Mainz.

## Leben
Georg Helwich war der Sohn des Mainzer Dompropsteiamtmannes Lorenz Helwich aus Osthofen. Der Mainzer Dompropst und Wormser Bischof Georg von Schönenberg wurde sein Taufpate.
1605 erhielt Helwich die Tonsur und trat in den Klerikerstand ein, im Februar 1608 promovierte er in Mainz zum Doktor der Philosophie. Er wurde Priester und wirkte ab 1610 als Vikar am Stift St. Alban, außerhalb von Mainz. Später avancierte er auch zum Mainzer Domvikar. Helwich starb 1632 in Mainz, während der schwedischen Besetzung der Stadt und wurde in der nicht mehr existenten Weißfrauenkirche am heutigen Schillerplatz beigesetzt. Diese Kirche erwarb 1803 der französische General Jean-Baptiste Lauer (1758–1816), der dort ein Militärhospital einrichten ließ. Die Gräber der Kirche wurden ausgeräumt, dabei auch das von Georg Helwich. Der Mainzer Gelehrte Franz Joseph Bodmann (1754–1820) war dabei anwesend und berichtet, Lauer habe Helwichs Schädel an sich genommen und fortan als historisches Relikt in seinem Arbeitszimmer aufbewahrt. Nach dessen Tod hätte ihn seine Familie zur Beisetzung auf den allgemeinen Friedhof gebracht.

## Historiker
Georg Helwich war historisch stark interessiert und sammelte Inschriften, Stammbäume und Dokumente, die in Verbindung mit dem Mainzer Dom, dem Domkapitel, der Diözese Mainz, der Stadt und dem rheinhessischen Umland standen.
Er bereiste zwischen 1611 und 1623 die bedeutenderen Plätze der Erzdiözese Mainz und hielt alle Inschriften, Monumente, Altäre usw. in den einzelnen Ortschaften fest, oftmals verbunden mit interessanten lokalgeschichtlichen Angaben aus dem Einwohnerkreis, die ihm gegenüber gemacht wurden. Die Forschungsergebnisse dokumentierte er handschriftlich in dem Buch „Syntagma monumentorum et epitaphiorum“, das er zusätzlich mit vielen Wappenzeichnungen versah. Das einmalige Manuskript befindet sich derzeit in der Martinus-Bibliothek in Mainz, der Bibliothek des Priesterseminars und besteht aus 474 Seiten, auf denen circa 1200 Inschriften (mehrheitlich Grabinschriften) und 2300 Wappenzeichnungen festgehalten sind.
1614 veröffentlichte Helwich in Mainz sein gedrucktes Werk „Nobilitas Ecclesiae Moguntinae“ in dem er alle Kleriker des Mainzer Domkapitels zwischen 1500 und 1614 auflistet, im gleichen Jahr unter dem Titel „Wormatiensis Chronici“ auch seine Chronik der Bischöfe zu Worms, 1631 als „Antiquitates Laurishaimenses“, die des Reichsklosters Lorsch. Mehrere kleinere genealogische Publikationen erfolgten ebenfalls noch zu Lebzeiten des Autors wie beispielsweise die Stammtafeln der Riedesel zu Camburg, gedruckt 1631 in Frankfurt.
Von Georg Helwich gesammelte Stammtafeln und genealogisches Material dienten 1707, lange nach seinem Tod, als Quelle zu dem bei Friedrich Knoch in Frankfurt gedruckten Werk: „Die höchste Zierde Teutsch-Landes und Vortrefflichkeit des Teutschen Adels – vorgestellt in der Reichs-Freyen Rheinischen Ritterschafft auch auß derselben entsprossenen und angränzenden Geschlechten so auff hohen Stifftern auffgeschworen oder vor 150 Jahren löblicher Ritterschafft einverleibt gewesen“. Hier ist Helwich, neben dem Herausgeber Johann Maximilian Humbracht (1653–1714), auf dem Titelblatt posthum als Mit-Autor genannt und es heißt dort über ihn: „… durch den seiner Zeit sehr berühmten Genealogisten Herrn Georg Helwig Vicarium des Hohen Domb Stiffts zu Mayntz, treulich zusammengetragen …“
Georg Helwich und seine Sammlungen werden oft als Quelle zu den Daten von historischen Personen des Mainzer bzw. des rheinhessischen Raumes genannt, wobei sein nur in Auszügen gedrucktes Hauptwerk „Syntagma monumentorum et epitaphiorum“ trotz seiner Bedeutung für die Heimatgeschichte bisher nur unzureichend ausgewertet wurde.
Fritz Arens schrieb in seinem Werk: „Die Inschriften der Stadt Mainz von frühmittelalterlicher Zeit bis 1650“ über Georg Helwich:

„Der geistig bedeutendste der Mainzer Inschriftensammler, wenn man den Weihbischof Würdtwein ausnimmt, war zweifellos der Mainzer Vikar Georg Helwich. Er ist der erste Sammler mittelalterlicher und neuzeitlicher Inschriften den wir hier kennen und betrieb diese Tätigkeit in einem solch großen Umfang, wie es von einem Einzelnen nicht mehr erreicht wurde. Helwich hat die vielen Inschriften persönlich entziffert und abgeschrieben, sodann in seine schönen Manuskriptbände übertragen, wozu noch die mit Wasserfarben gemalten Wappen hinzugefügt wurden. Diese Tätigkeit übte er nicht allein in Mainz aus, sondern auch in 70 Orten von Rheinhessen und vom Rheingau, in Worms und Speyer.“

## Digitalisierte Werke Helwichs
- Werke von Georg Helwich beim Münchener Digitalisierungszentrum, darunter sein Buch „Nobilitas Ecclesiae Moguntinae“ über den Mainzer Domklerus zwischen 1500 und 1614
- Wormser Bischofschronik „Wormatiensis Chronici“, 1614
- Lorscher Chronik „Antiquitates Laurishaimenses“, 1631
- Die Riedesel zu Camburg; 1631
- Komplettscan des aus Georg Helwichs genealogischen Forschungen entstandenen Buches „Die höchste Zierde Teutsch-Landes und Vortrefflichkeit des Teutschen Adels“, 1707
- Gedruckte Auszüge aus der Handschrift Syntagma monumentorum et epitaphiorum:
  - Heinrich Eduard Scriba (Bearb.): Grabdenkmäler aus dem literarischen Nachlaß des Georg Helwich, weiland Vicar zu St. Martin in Mainz (Auszug zum Großherzogtum Hessen). In: Archiv für hessische Geschichte und Altertumskunde 8 (1856), S. 291–345 (Digitalisat der Bayerischen Staatsbibliothek München)
  - Ludwig Baur (Bearb.): Helwichs Syntagma monumentorum (Nachtrag zum Großherzogtum Hessen). In: Archiv für hessische Geschichte und Altertumskunde 12 (1868/70), S. 456–461 (Digitalisat der Bayerischen Staatsbibliothek München)
  - Ferdinand Wilhelm Emil Roth (Bearb.): Grabinschriften der Kirchen und Klöster im Rheingau. In: Die Geschichtsquellen des Niederrheingau's. (Fontes rerum Nassoicarum 1,3). Limbarth, Wiesbaden 1880, S. 234–303 (Digitalisat des Landesbibliothekszentrum Rheinland-Pfalz Koblenz).
  - Ferdinand Wilhelm Emil Roth (Bearb.): Das Syntagma monumentorum des Domvicars G. Helwich (Auszug zu preußischen und bayerischen Orten). In: Geschichtsblätter für die mittelrheinischen Bisthümer 1 (1883/84), Sp. 8–12, 41–44, 71–75 und Sp. 105–108; 2 (1884/85), Sp. 142–145, 176–178 und Sp. 215f (Digitalisat des Landesbibliothekszentrum Rheinland-Pfalz Koblenz).